# Delosperma erectum
Delosperma erectum är en isörtsväxtart som beskrevs av L. Bol.. Delosperma erectum ingår i släktet Delosperma, och familjen isörtsväxter. Inga underarter finns listade i Catalogue of Life.